# Geuensee
Geuensee (toponimo tedesco) è un comune svizzero di 2 878 abitanti del Canton Lucerna, nel distretto di Sursee.

## Geografia fisica
Il territorio di Geuensee si estende nella valle della Suhre.

## Storia

### Simboli
Il castello rosso è ripreso dal blasone dei signori di Rothenburg (Rothenburg = "castello rosso") e fu l'emblema della città di Rotheburg e successivamente del distretto di Rothenburg all'interno del Canton Lucerna (fino al 1795). Geuensee, facendo parte di questo distretto, lo utilizzò fino al 1958 quando adottò lo stemma attuale con l'aggiunta dei tre bisanti (o sfere) d'oro, attributi di san Nicola, patrono della chiesa locale.

## Monumenti e luoghi d'interesse
- Chiesa parrocchiale cattolica di San Nicola, eretta nel 1935-1936[3];
- Cappella cattolica di San Nicola, eretta nel 1576[3];
- Cappella cattolica di San Wendelino in località Krummbach, eretta nel 1576[3].

## Società

### Evoluzione demografica
L'evoluzione demografica è riportata nella seguente tabella:
Abitanti censiti

## Economia
L'economia locale si basa prevalentemente sul pendolarismo in uscita.

## Infrastrutture e trasporti
Geuensee è servito dall'omonima stazione, sulla ferrovia Sursee-Triengen.